# دينيسي بيج هود
دينيسي بيج هود (بالإنجليزية: Denise Page Hood)‏ هي قاضية ومحامية أمريكية، ولدت في 21 فبراير 1952 في كولومبوس في الولايات المتحدة.